# مسجد ارسلان‌خانه
مسجد ارسلان‌خانه (به ترکی استانبولی: Arslanhane Camisi) مسجدی مربوط به قرن سیزدهم میلادی در آنکارا، ترکیه است. این مسجد در زمان مسعود دوم، سلطان سلجوقی روم در سال ۱۲۹۰ ساخته شده‌است، یکی از قدیمی‌ترین مساجد ترکیه محسوب می‌شود که هنوز پابرجاست. معمار آن ابوبکر محمد بوده‌است،

## نگارخانه

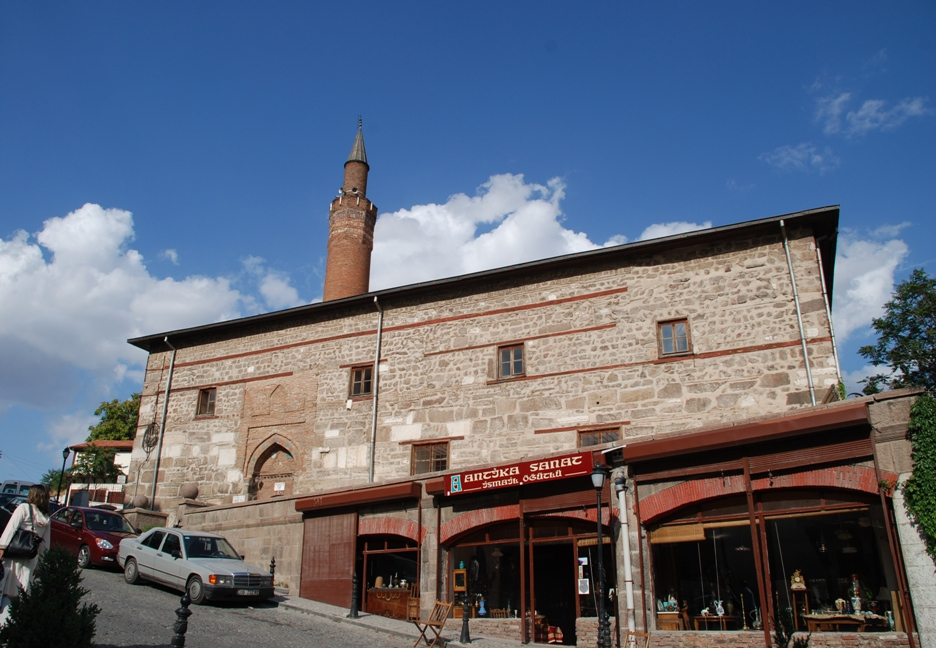
از کنار
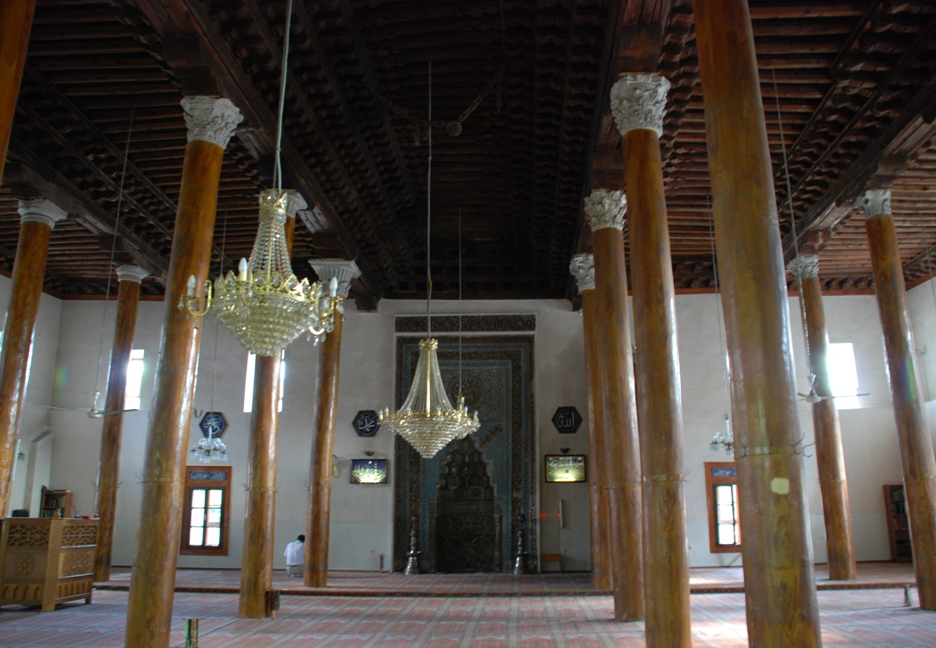
درون مسجد
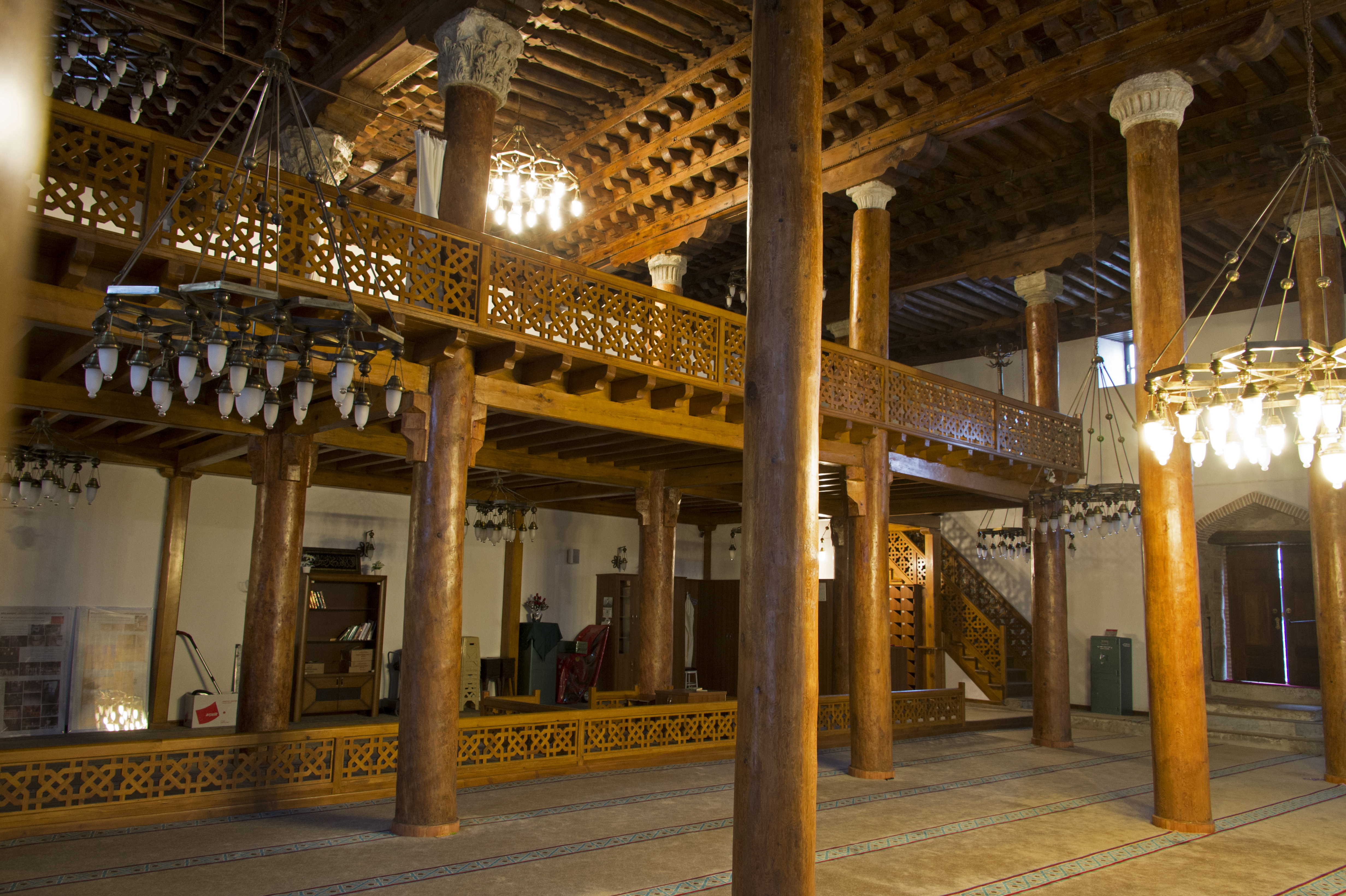
ورودی مسجد
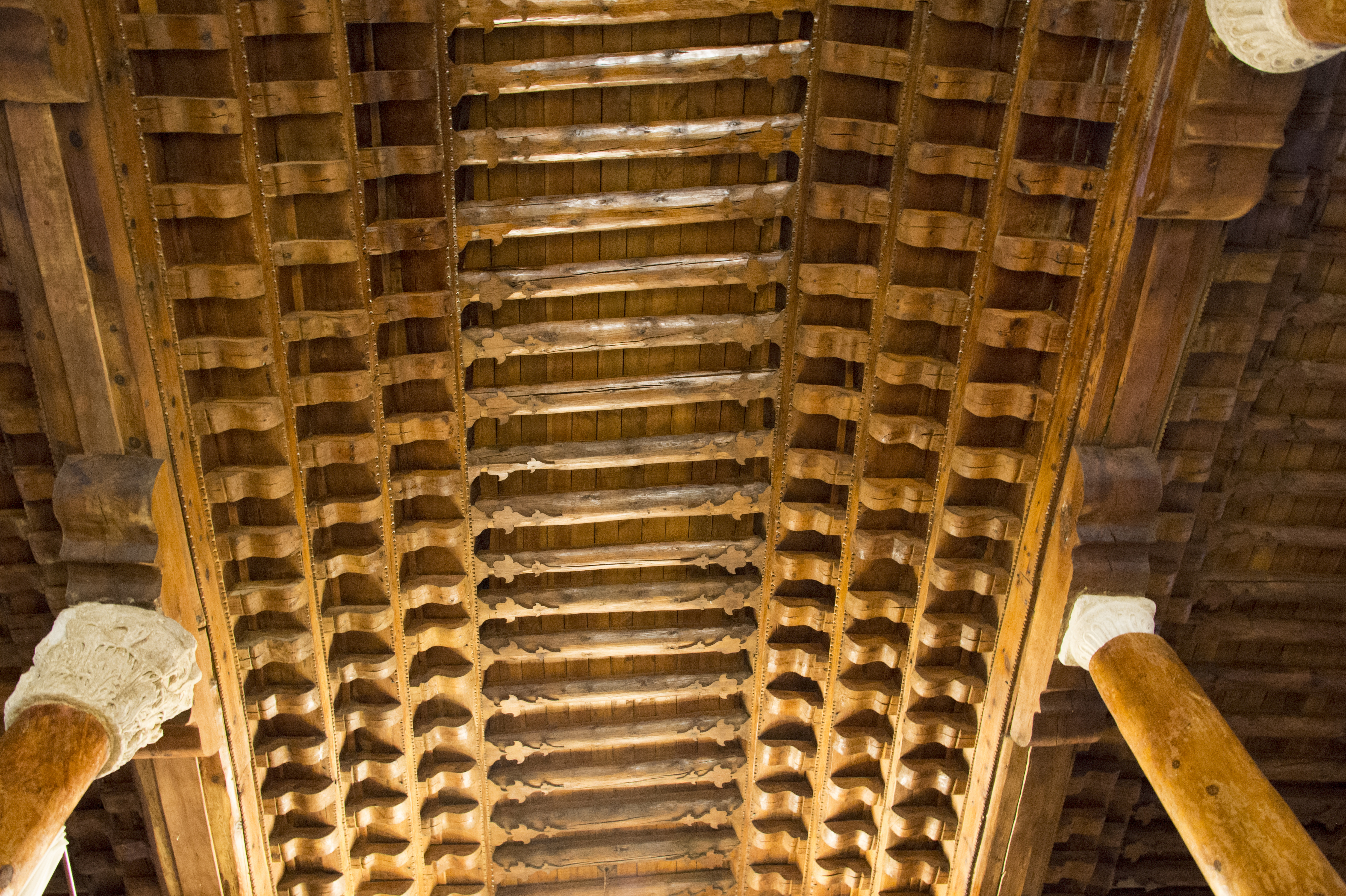
سقف داخلی مسجد
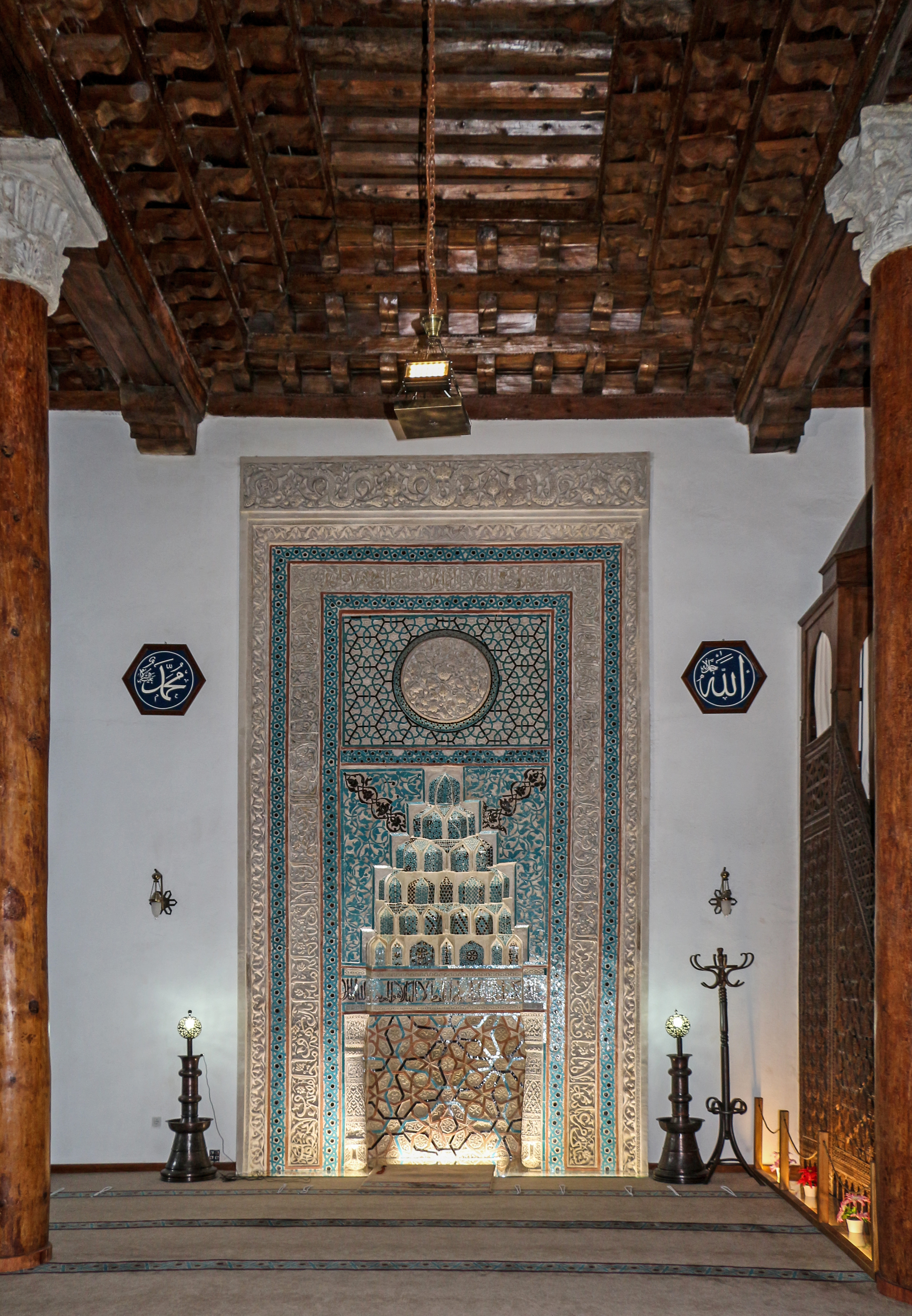
محراب
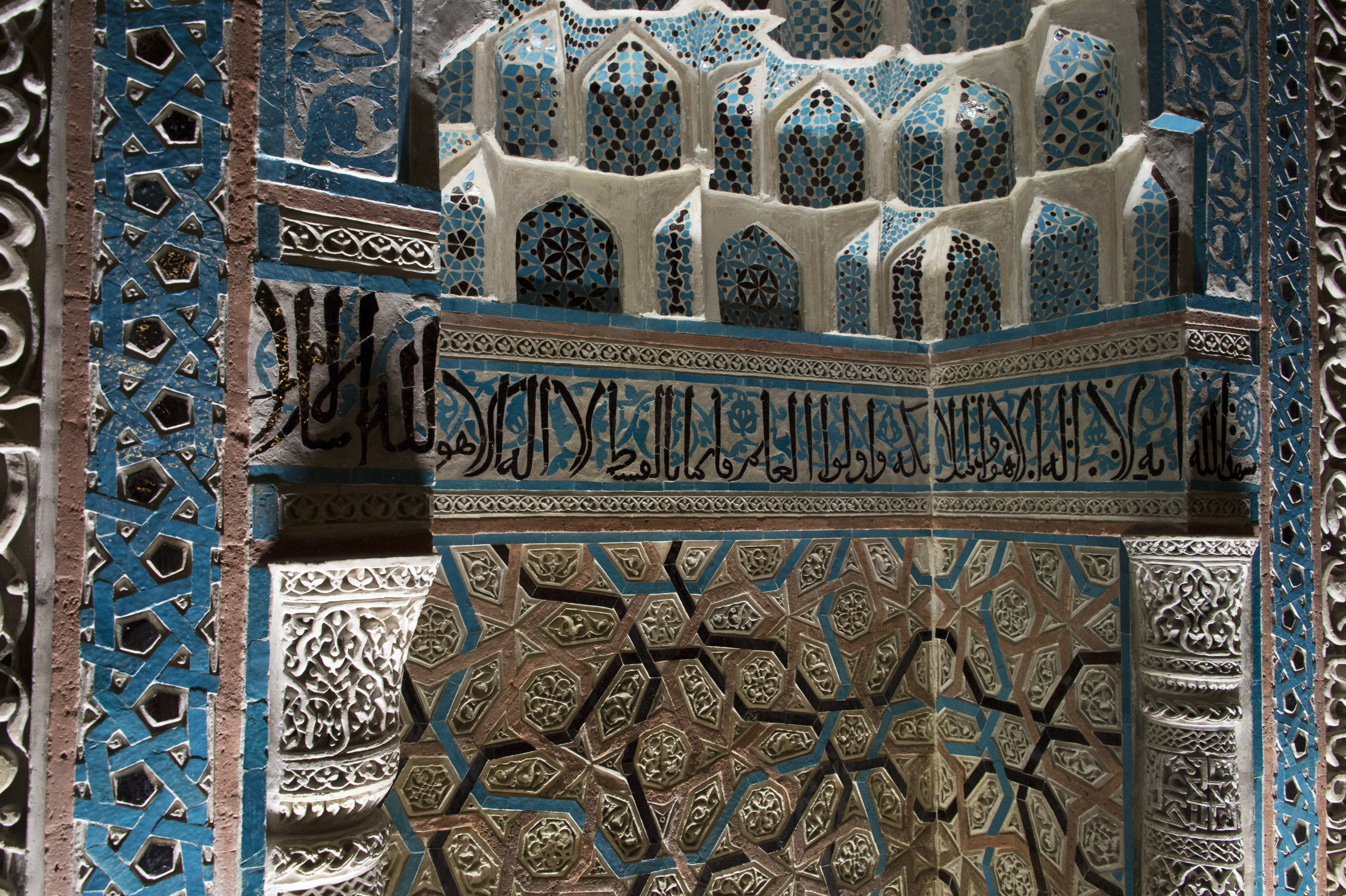
محراب
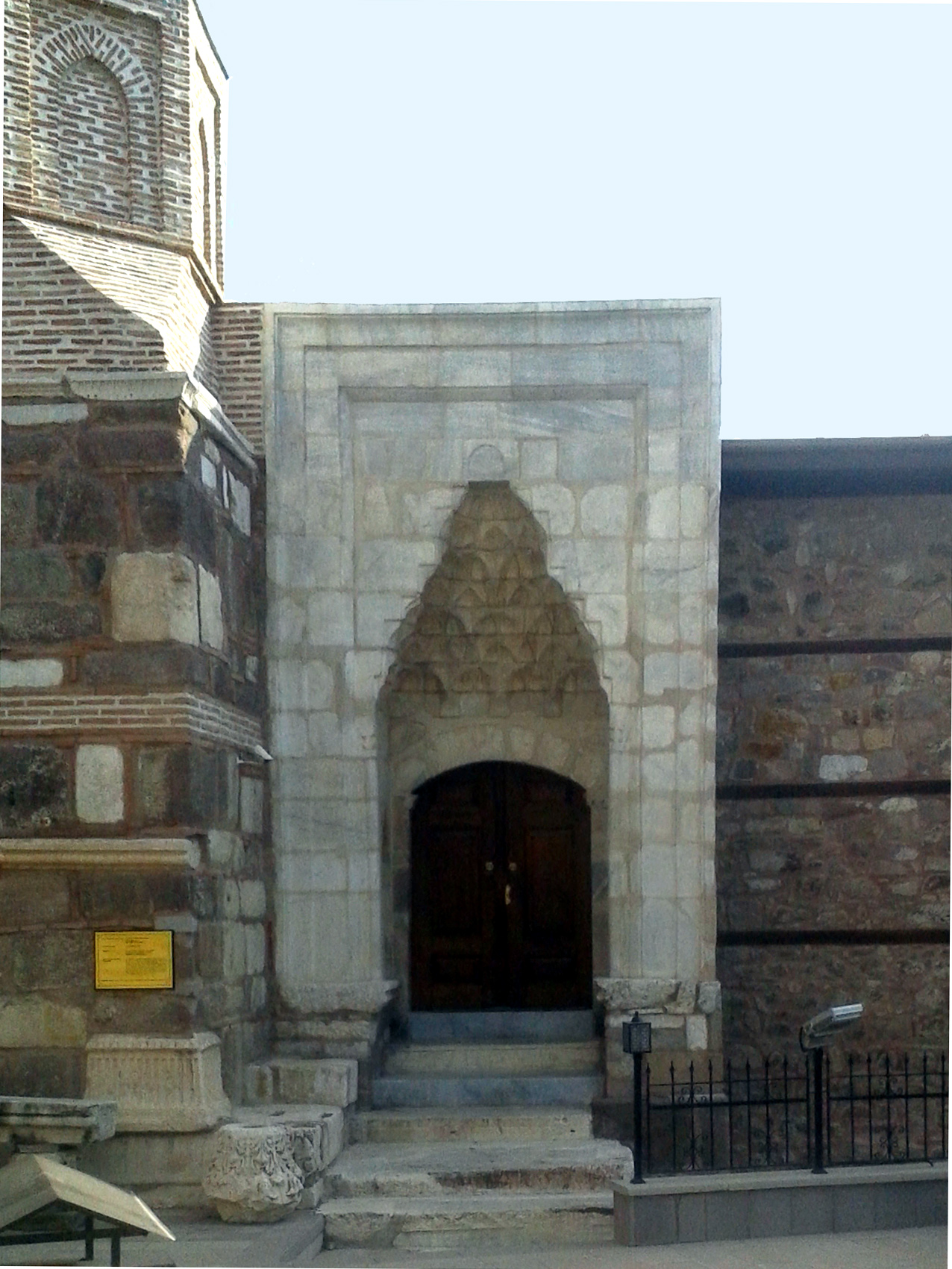
در مسجد